# М-галерея
М-галерея — галерея современного искусства, представленная в городе Ростове-на-Дону с 2008 года.
Выставочный зал М-галереи с 2012 года расположен по адресу: Ростов-на-Дону, ул. Пушкинская, 59. График работы: вторник-суббота − с 12:00 до 20:00, воскресенье-понедельник − выходной. Здесь же расположена багетная мастерская.

## История галереи
М-галерея открылась 26 июня 2008 года проектом «О смертном в искусстве» памяти Николая Константинова. В течение года реализовала около 15 выставок. 26 июня 2009 года галерея отметила свой первый день рождения проектом REMAKE куратора Коловановой Татьяны.
Галерея поддерживает контакты с ведущими российскими и западными кураторами. Одной из главных целей является открытие забытых имён XX века и новых авторов XXI века. Приоритетом М-галереи является ростовский андеграунд 1980—1990-х годов, поддержка и развитие современного искусства Юга России.
М-галерея занимается экспонированием произведений современного искусства, видеоарт-проектами, издательской деятельностью, проведением семинаров по теории искусства, сотрудничает и осуществляет проекты с галереями Москвы, Санкт-Петербурга, регионов России и зарубежья.

## Проекты М-галереи
- О смертном в искусстве. Памяти Николая Константинова — куратор Сапожников Сергей.
- Персональная выставка. Михаил Абрамов . Сборник произведений разных лет 1984—2008 г.г.
- З А Л Е Ж И : кирпичи Бильжо (коллекция Романа Бочарникова), куратор Сергей Номерков.
- Ученики Т. Ф. Теряева. Часть I. Калуст Мовсесян.
- Ученики Т. Ф. Теряева. Часть II. Валерий Кульченко.
- REMAKE — Михаил Абрамов / Александр Аксинин / Роберт Андерсен / Басов Михаил / Батынков Константин / Бахчанян Вагрич / Брегеда Виктор / Герасимов Александр / Жеребило Василий / Игнатов Олег / Кабарухин Леонид / Календарев Константин / Картавенко Валентин / Кикель Владимир / Кисляков Александр / Ковалевский Сергей / Кочанович Владимир / Кульченко Валерий / Курипко Алексей / Литвинов Александр / Лишневский Александр / Левицкий Леопольд / Маленко Ирина / Мовсесян Борис / Морозов Вадим / Мурин Вадим / Палайчев Юрий / Панкин Александр / Рудьев Андрей / Рябчиков Владимир / Сердюк Александр / Свиридов Валентин / Спикторенко Лилиана /Степанов Алексей / Тер-Оганян Авдей / Теряев Тимофей / Хашхаян Христофор / Чекмарев Владимир / Черенов Виктор / Чернов Саша / Шабельников Юрий / Шагинов Алексей / Шаповалов Егор - куратор Колованова Татьяна.
- Владимир Рябчиков «Дневники».
- Маркин В. А. Живопись. Графика. Эскизы.
- Первая персональная выставка. Келлер Петр Степанович. К 100-летию художника.
- Персональная выставка. Теряев Тимофей Федорович. К 90-летию художника.
- STRONG Игорь Михайленко — куратор Асланова Лейла, в рамках Первой Южно-Российской биеннале современного искусства в г. Ростове-на-Дону.
- Дни Германии в Ростове-на-Дону. Выставка Яны Буххольц «Люди из Германии — 20 лет спустя» и Кристине Шнаппенбург «Songs of the Shadows». Куратор Татьяна Казанцева.
- Слепой художник проект Морозова Вадима Викторовича. Куратор Татьяна Казанцева.
- Егор Шаповалов. «Привет, пространство Фавна».
- Альберт Погорелкин. Живопись, скульптура и графика.
- Ночь музеев. Creative space. Куратор Татьяна Казанцева.
- «КАМЫШИ ДРУЖБАНЫ». Моноспектакль Алексея Тимбула.
- SUPERSTES VICI* выжил и победил — куратор Асланова Лейла
- Фотография Алексея Салманова.
- Выставка ростовских художников «Дело в шляпе» — Абрамов Михаил/ Кабарухин Леонид/ Кот Игорь/ Кузменко Алексей/ Курманаевский Алексей/ Ливада Николай/ Лишневский Александр/ Махницкий Вадим/ Мовсесян Борис/ Мовсесян Калуст/ Палайчев Юрий/ Покидченко Евгений/ Рябчиков Владимир/ Соколенко Алексей/ Соколенко Михаил/ Теряев Тимофей/ Чубаров Валерий — куратор Колованова Татьяна.
- Проект «ЦАРИ»! Алексей Шагинов — куратор Колованова Татьяна.
- На краю света. Фотография. Наталья Лебедева — Куратор Татьяна Казанцева.
- «Остров Святой Елены», живопись Александра Янина.
- «ТАЛАНТЫ — деньги искусства». Константин Календарёв.
- Донской натюрморт от классики до авангарда. На необычных сопоставлениях представлен жанр, передающий изображение мертвой натуры (как дословно переводится термин от латинского natur morte — «мертвая природа»). Однако на выставке это скорее «still life» — тихая жизнь, столь живой и яркий, а не мертвый и статичный жанр представлен южанами с колористическим богатством, эмоциональностью и темпераментом авторов.
- Выставка творческой группы «НА ЗЕМЛЕ» в рамках арт-проекта «Территория любви».
- «ОСТРОВА ПАМЯТИ». Валерий Кульченко.
- Алексей Шагинов. «Бабье лето».
- Андрей Колкутин. «Песня».
- Выставка «Чалтырь — любовь моя». Графический проект донских авторов, Калуста и Бориса Мовсесянов, представляющий серию рисунков, посвященных родному краю. Два разных взгляда на мир, два видения красоты окружающей среды.
- Живопись. Графика. Фотография. «Неизвестная модель» - Виктор Пушкин / Владимир Рябчиков / Маня Мавро / Рустам Хамдамов / Саша Чернов / Юрий Палайчев.
- Станислав Никиреев. «ВЕСЕННЯЯ ВСТРЕЧА».
- Владимир Рябчиков. «К СВЕТУ».
- Выставка живописных работ Ольги Аккель.[1]
- Николай Семенов. «Полеты во сне и наяву».
- Алексей Шагинов. «Геометрия музыки».
- Александр Саидов. «Фантастический реализм».[2]
- «Мировые звезды XX века». На выставке представлены литографии, созданные в 60-90-х г. XX века. Колкутин / Лихтенштайн / Неизвестный / Пикассо / Уорхолл / Шагал / Шемякин.
- Современная живопись Латинской Америки. Венесуэльские художники.
- «Выставка одной картины». Игорь Тюльпанов.[3] Куратор Татьяна Казанцева.
- Выставка «Время ангелов сегодня».
- Художественный проект «Анфас».
- Выставка «Мир. Флёр. Май».
- Оксана Бегма. «Мои путешествия».[4]
- «ГОРОД, КОТОРЫЙ Я ВИЖУ». Фотография и графика Ирины Мотыкальской. Куратор Татьяна Казанцева.
- Светлана Дехтяр. «УНЕСЕННЫЕ РЕТРО».
- Проект «12 СТУЛЬЕВ».[5][6][7] Представлен М-ГАЛЕРЕЕЙ в Ростовском областном музее изобразительного искусства.
- М-ГАЛЕРЕЯ и РОМИИ представляют выставку «БЛИЖНИЙ КРУГ» группа «ЧАЛТЫРЬ» Теряев и его ученики.[8]
- Проект «РАВНОВЕСИЕ». Елена Шумахер, художница из Смоленска, и Анжелика Моргунова, дизайнер из Пятигорска.[9]
- РОЖДЕСТВЕНСКАЯ ВЫСТАВКА — из коллекции М-галереи.[10]
- «СВЕТ, ТЕНЬ и КОФЕ». Персональная выставка Виктора Высочина.[11]
- Выставка Михаила Шемякина «Карнавалы Санкт-Петербурга».[12]
- «Гуд бай, Америка». Персональная выставка Юрия ПАЛАЙЧЕВА.[13] Куратор Татьяна Казанцева.
- ПОДВИЖНИК. Выставка Заслуженного художника РФ Тимофеева А. В.(1931—2012) К 85-летию со дня рождения.
- АВГУСТ — МЕСЯЦ ЛИВНЕЙ ЗВЕЗДНЫХ. М-Галерея, предлагаем Вам звездопад имен, мастеров изобразительного искусства, с которыми галерею, объединяют длительные годы сотрудничества.
- Проект «ПОЛОСКИ/strips». Организаторы выставки Татьяна Колованова, Татьяна Казанцева, коллекционер Надежда Бабичева и дизайнер Сергей Номерков предлагают в окружении работ двенадцати известных художников, среди которых Эрнст Неизвестный, Иван Плющ, Клара Голицына, Вадим Морозов, Сергей Бондарев, Саша Белле, Юрий Палайчев, Андрей Колкутин. Виктор Высочин, Юрий Худоногов, рискнуть — перемешать параллели и меридианы. А потом прокричать об этом «корякской чайкой» Андрея Бартенева.[14][15]
- САД СЕМИ КОРОЛЕЙ персональная выставка Марины Хакимовой.
- Валерий Колесников выставка «ЛЮДИ и АНГЕЛЫ»
- «МЕНЮ ДЛЯ ДВОИХ» Галерея представила работы Сергея Бондарева, Юрия Палайчева, Андрея Колкутина, Саши Чернова, Александра Саидова и Андрея Поздеева.
- «Девушка моей мечты» Женские образы различные по стилю и методу воплощений, представлены тремя авторами Александром Бритвиным, Юрием Палайчевым и Алексеем Шагиновым.
- «ИМЕНА. ВЕК 20-й». Выставка графики из частных коллекций, дает возможность познакомится с разными стилями и направлениями 20-го века. Реализм, концептуализм, нонконформизм, андеграунд. И объединяет известных художников по технике исполнения: офорт, литография, акварель, авторская техника.
- «Это маленькое Чёрное Платье». Выставка представит интригующие работы популярных художников Ростова, Санкт-Петербурга, Парижа и Смоленска. Театр Венеры Казаровой в сопровождении хитов рока 70-х от команды Анатолия Кирничного предложит свой вариант видения этого загадочного МЧП (маленького чёрного платья).[16][17]
- «РОЖДЕННЫЕ СССР». М-галерея совместно с Сити-Галереей ДонЭкспоцентра решили обратиться своей новой выставкой к «Рожденным СССР» а заодно задаться вопросом «БЕК ТУ…»? экспозиция включает живопись, графику разных жанров и стилей от авторов, рождённых СССР и получивших мировое признание.
- ВЛАДИМИР КОЗИН. «DAS IST FANTASTISCH». Ясные и понятные сцены жизни, трогательные образы людей, лаконичный и ясный язык плаката, выразительно узнаваемая линия рисунка, составляют очарование работ Владимира Козина, выполненных в программе Corel Draw, лазерной печатью на бумаге крафт.[18] Куратор Татьяна Казанцева.
- Ярмарка. ART-БАЗАР> БАЗЕЛЬ.
- Арт-Проект «Код Вениамина Лазарева».[19]
- Василий Жеребило — художник аватаров.
- ДЖАЗ ВТРОЕМ[20][21]
- I — выставка ботанической живописи и иллюстрации «ЗИМНИЙ САД», авторы: Виктория Мезенова и Галина Чикова.
- «Пространство цвета Калуста Мовсесяна».[22] Новая выставка М-галереи на площадке Ростовского музея изобразительных искусств, представляет картины, в которых натура воплощена через экзистенциальное состояние, а выразительность образов основана на мощных контрастах светоносных планов. В этих вещах живёт подлинное душевное переживание, первозданность красоты, переданная от творения к Творцу." И. Гуржиева, искусствовед-эксперт ЮНЕСКО.
- «5 o’clock tea: время дамского эгоизма».[23]
- Выставка к 100 летию Теряева Тимофея Федоровича.[24]
- «Нитка жемчуга». Рустам Хамдамов.[25]
- Призма реальности. ПЕРСОНАЛЬНАЯ ВЫСТАВКА АЛИСЫ АЛФЕРОВОЙ.
- Сарьян. Донской округ.[26]
- ПРЕЗЕНТАЦИЯ КНИГИ. ТИМОФЕЙ ТЕРЯЕВ И ЕГО УЧЕНИКИ.
- Андрей Колкутин. «На пути к неизведанному».[27][28]
- Проект «Встреча». Аня Романюк и Владимир Козин. Ясные и понятные сцены жизни, трогательные образы людей, лаконичный и ясный язык иллюстраций, составляют очарование работ однажды встретившихся художников — творителей… Куратор Татьяна Казанцева.